# Боучек, Ярослав
Я́рослав Бо́учек (чеш. Jaroslav Bouček; 13 ноября 1912 или 13 декабря 1912, Черношице, Среднечешский край — 10 октября 1987, Прага) — чехословацкий футболист, игравший на позиции полузащитника.
Выступал, в частности, за клуб «Спарта» (Прага), а также национальную сборную Чехословакии. Четырёхкратный чемпион Чехословакии. Обладатель Кубка Митропы. Участник двух чемпионатов мира.

## Клубная карьера
Во взрослом футболе дебютировал в 1930 году выступлениями за команду клуба «Спарта» (Прага). Сыграл несколько матчей в победном для команды розыгрыше чемпионата Чехословакии 1931—1932, однако посреди сезона перешел в состав французского клуба «Ренн», где провел два следующих года.
В состав «Спарты» вернулся в 1933 году. Быстро стал ключевым игроком пражской команды, за которую отыграл следующие восемь сезонов своей игровой карьеры. Играл на позиции центрального полузащитника, умело подключался к атакам, отличался удачной игрой головой. Составлял сильное трио полузащитников клуба и сборной Йозеф Коштялек — Ярослав Боучек — Эрих Србек. Ещё трижды завоевывал титул чемпиона Чехословакии, а также два раза побеждал в кубке Средней Чехии. В 1937 году стал автором единственного и победного гола в переигровке финала кубка против «Славии».
В 1935 году стал обладателем Кубка Митропы. В финал соревнований «Спарта» переиграла венгерский «Ференцварош» — 1:2, 3:0. Через год клуб вновь дошел до финала, но уступил «Аустрии» — 0:0, 0:1. Всего в Кубке Митропы сыграл в 1933—1939 годах 35 матчей и делит по этому показателю 12 место с партнером по команде Эрихом Србеком.
В составе «Спарты» сыграл 333 матча.
Завершил профессиональную игровую карьеру в клубе «Виктория» (Пльзень), в составе которой выступал в течение 1941—1942 годов.
Умер 10 октября 1987 года на 75-м году жизни в городе Прага.

## Выступления за сборную
В 1934 году дебютировал в официальных матчах в составе национальной сборной Чехословакии в товарищеской игре со сборной Франции (2:1). В составе сборной был участником чемпионата мира 1934 года в Италии, где команда завоевала «серебро», являлся резервистом и на поле не выходил. Твердым игроком основы сборной стал с конца 1935 года. В течение карьеры в национальной команде провел в форме главной команды страны 31 матч и забил 1 гол (Франции в 1936 году). Был участником чемпионата мира 1938 года во Франции, где сыграл три матча.

## Титулы и достижения
- Чемпион Чехословакии (4):

«Спарта» (Прага): 1931—1932, 1935—1936, 1937—1938, 1938—1939
- Обладатель Кубка Митропы (1):

«Спарта» (Прага): 1935
- Финалист Кубка Митропы (1):

«Спарта» (Прага): 1936
- Обладатель Середнечешского кубка (2):

«Спарта» (Прага): 1934, 1936

## Интересные факты
- В 1936 году вместе с несколькими другими партнерами по клубу «Спарта» снялся в фильме о футболе «Наша одинадцатка»
- Его отец был мэром родного города Черношице

## Ссылка
- Профиль на сайте сборной Чехии по футболу (чешск.)
- Матчи за сборную (англ.), (рус.), (чешск.)
- Профиль на сайте FIFA.com (англ.)
- Профиль игрока (англ.) на сайте Transfermarkt